# Buellia capitis-regum
Buellia capitis-regum är en lavart som beskrevs av W. A. Weber. Buellia capitis-regum ingår i släktet Buellia och familjen Physciaceae.   Inga underarter finns listade i Catalogue of Life.